# Petritj (distrikt)
Petritj (bulgariska: Петрич) är ett distrikt i Bulgarien.   Det ligger i kommunen Obsjtina Zlatitsa och regionen Sofijska oblast, i den centrala delen av landet, 60 km öster om huvudstaden Sofia.
I omgivningarna runt Petritj växer i huvudsak blandskog. Runt Petritj är det ganska glesbefolkat, med 36 invånare per kvadratkilometer.